# Century Theatres

Century 16-bioscoop in Beaverton (Oregon) in 2011

Century Theatres is een Amerikaanse bioscoopketen met bioscoopcomplexen in het westen van de VS, voornamelijk in de staten Californië, Nevada, Utah, New Mexico en Arizona. Tegenwoordig heeft de keten ook vestigingen in andere delen van het westen.

## Geschiedenis
Century Theatres werd in 1941 in San Rafael (Californië) opgericht. In 2006 werd de keten opgekocht door het Texaanse Cinemark Theatres. Veel bioscoopcomplexen, die nu eigendom zijn van Cinemark, gaan wel verder onder de naam "Century".
Op 20 juli 2012 vond er een schietpartij plaats in de Century 16-bioscoop in Aurora (Colorado). Een gewapende man opende omstreeks 40 minuten na middernacht het vuur op bezoekers in de bioscoop, tijdens de première van de film The Dark Knight Rises. In totaal raakten 70 mensen gewond; twaalf slachtoffers zijn overleden.